# Серебрянка (река, Кунашир)
Серебрянка — река в России на острове Кунашир, входящем в состав Большой гряды Курильских островов. Река протекает на западной окраине города Южно-Курильск. Впадает в Южно-Курильский пролив Тихого океана. Длина Серебрянки — 14 км. Площадь водосборного бассейна — 47,8 км².
Река берёт начало западнее озера Серебряное, течет с северо-запада на юго-восток, впадая в озеро. Далее течет на восток до притока Лучевой, после чего меняет направление течения на южное.
Основные притоки: ручей Малый у истока реки, левые притоки — ручей Треугольный и ручей Лучевой, правый приток — ручей Болотный.
Волонтеры регулярно проводят акции по сбору мусора на территориях прилегающих к реке Серебрянка, вдоль побережья Южно-Курильской бухты.
На берегах реки Серебрянка выявлен объект археологического наследия разрушенное поселение Южно-Курильск 1 «Дюны» (яп.назв.Фурукамаппу). Поселение располагалось полосой шириной от 100 до 300 м – от края террасы берега моря до берега реки Серебрянка. В 3 км от Южно-Курильска по побережью в направлении поселка Отрадное.

## Данные водного реестра
По данным государственного водного реестра России относится к Амурскому бассейновому округу. Речной бассейн — бассейны рек острова Сахалин. Водохозяйственный участок — Курильские острова.
Код водного объекта 20050000312118300010959.